# Борсселе
Борсселе (нід. Borssele) — село в нідерландській провінції Зеландія. Входить до муніципалітету Борселе.
Його площа становить 12,63 км², а населення станом на 2021 рік складало 1 440 осіб.
Перша згадка про населений пункт датується 976 роком.

## Енергетика
На території села розміщена АЕС Борселе, єдина діюча атомна електростанція в Нідерландах.
На шельфі Північного моря неподалік села розташована морська вітрова електростанція Борсселе.

## Галерея

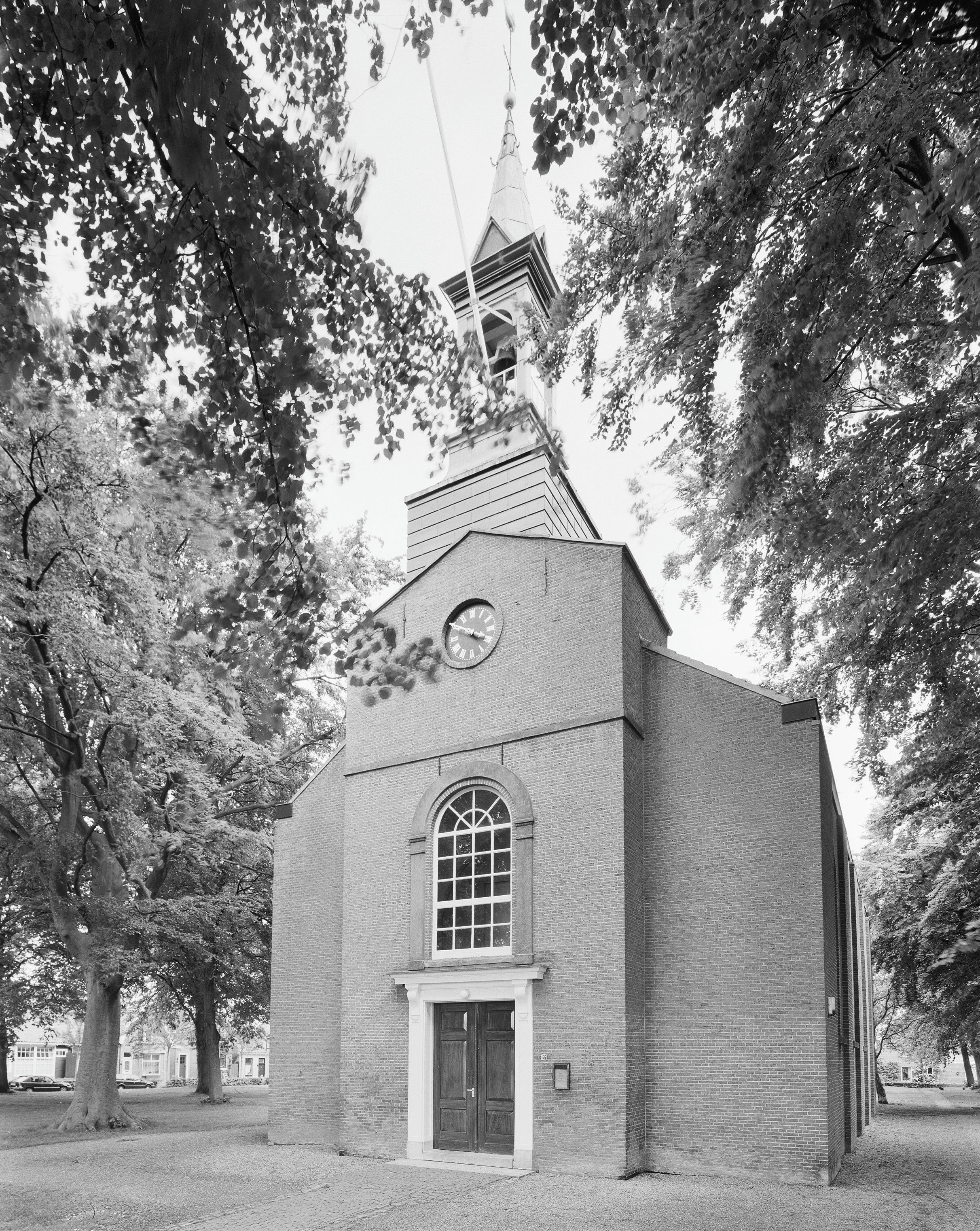
Церква в Борсселе
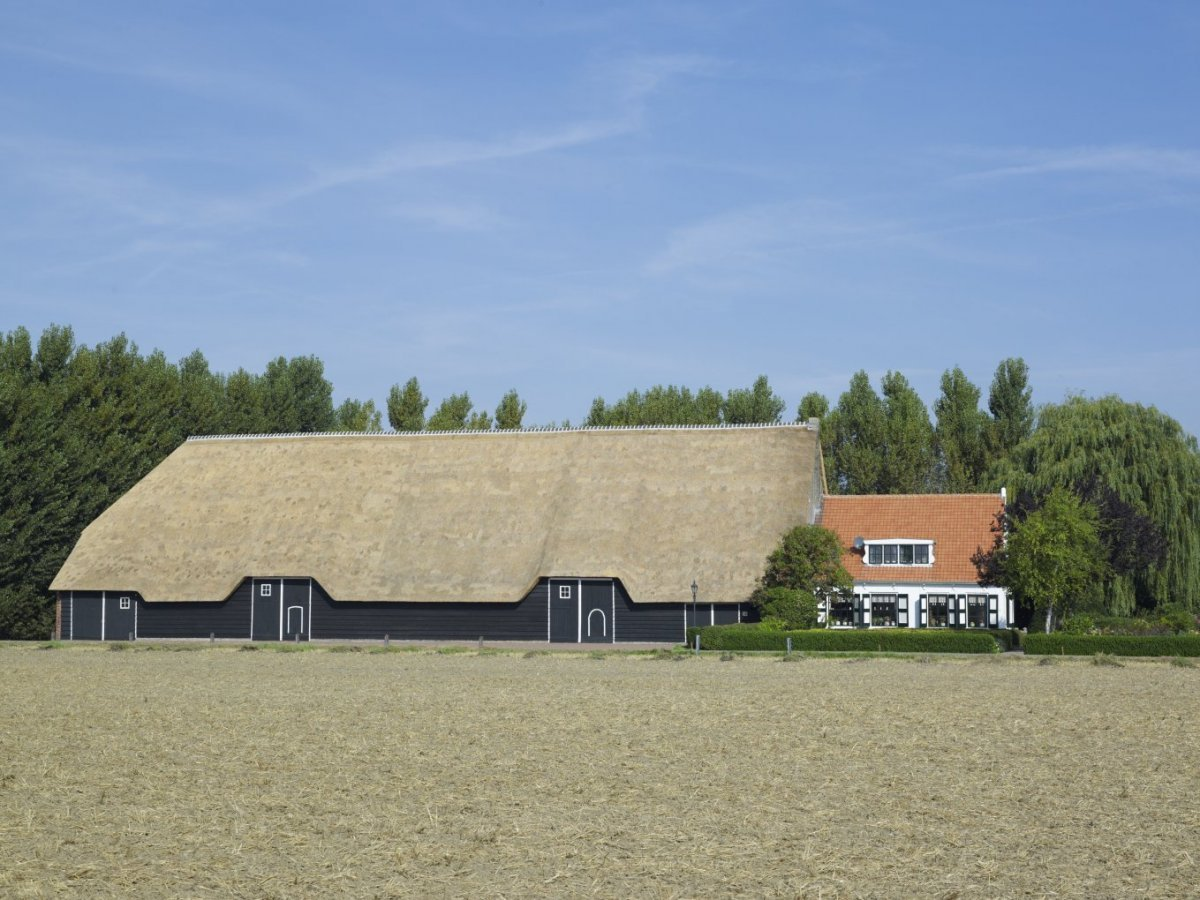
Ферма поблизу села
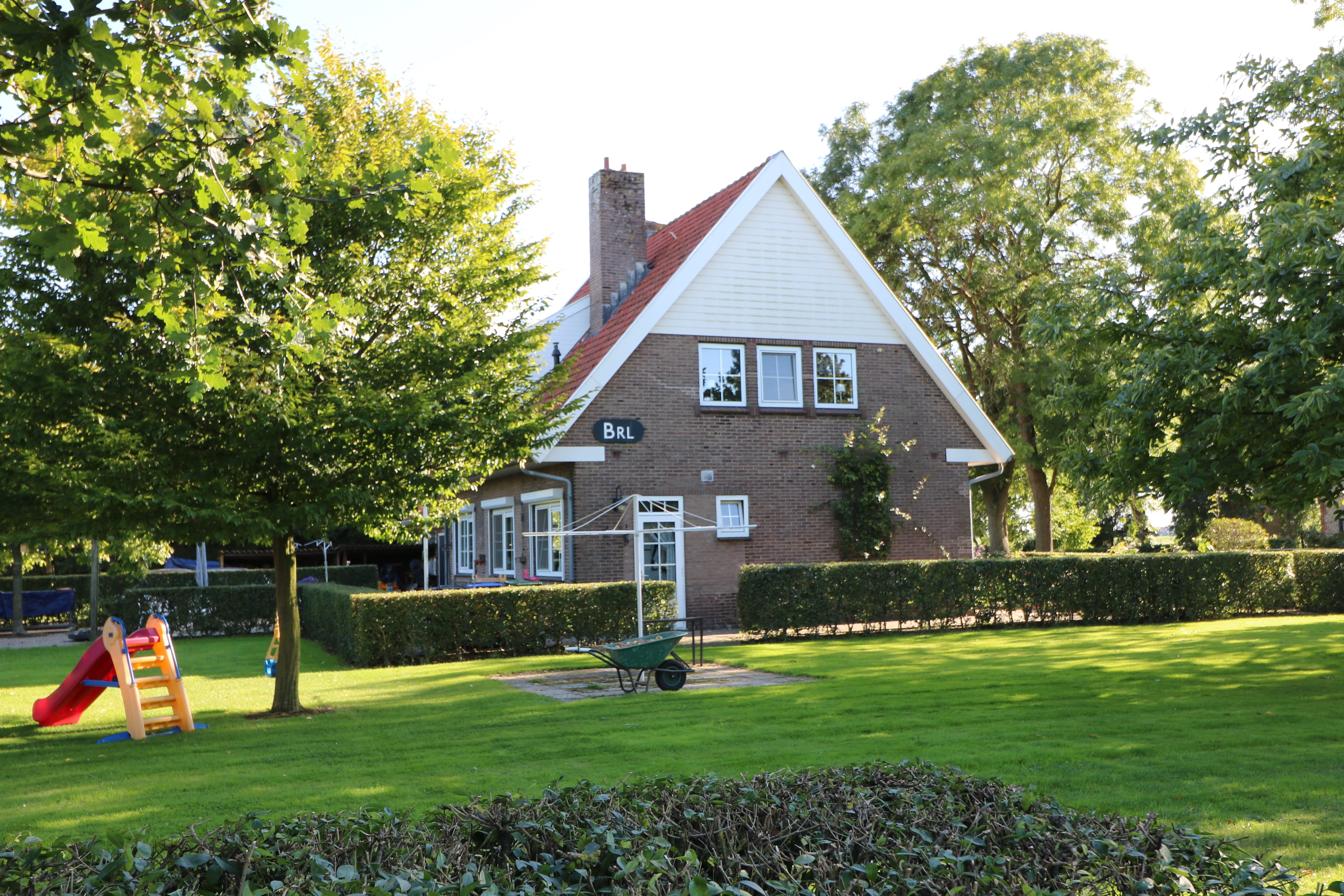
Будівля колишньої залізничної станції
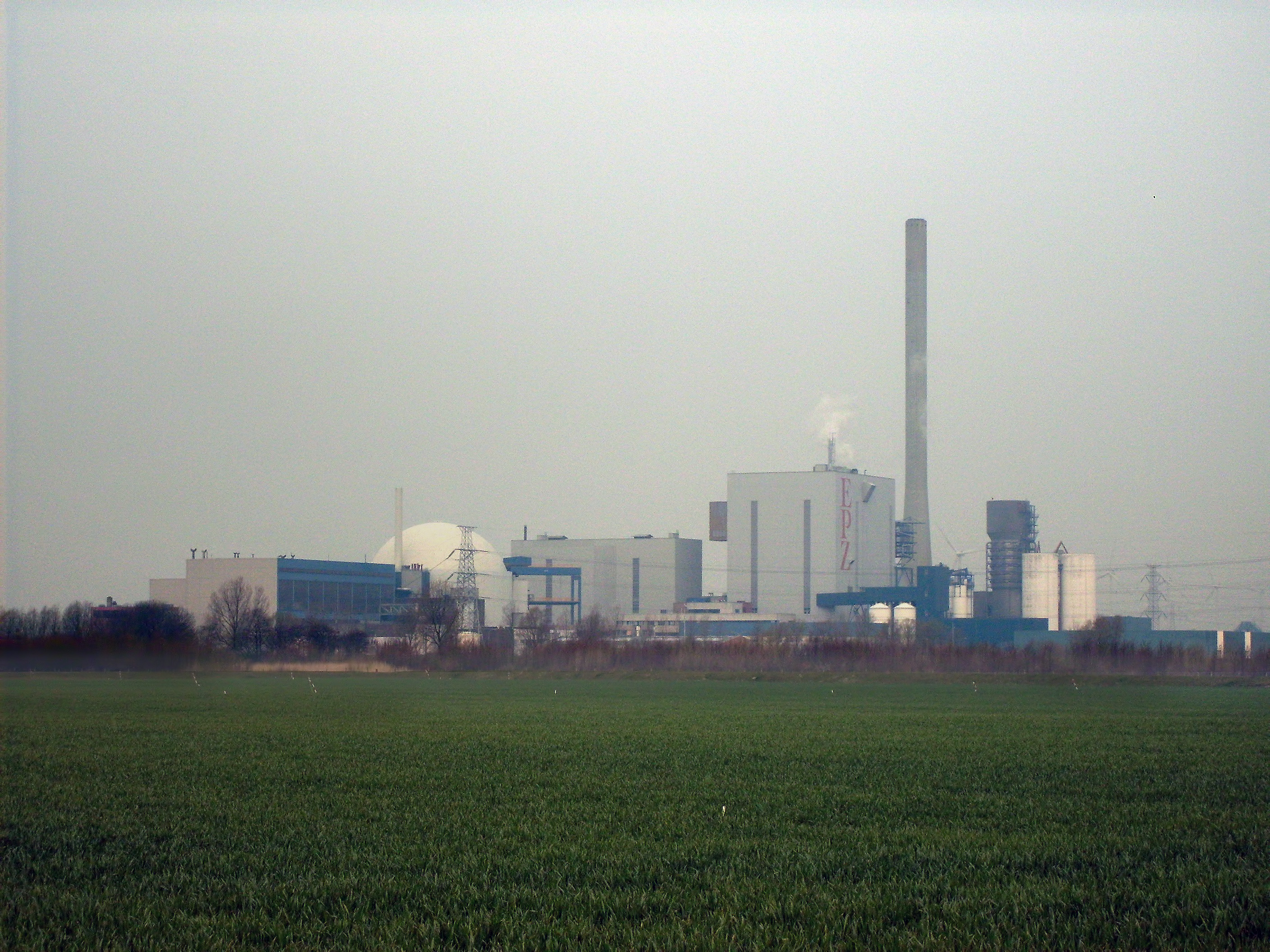
АЕС Борселе